# Tom Stern
Thomas Evans Stern (Palo Alto, 16 dicembre 1946) è un direttore della fotografia statunitense.

## Biografia
Ha lavorato per oltre vent'anni, dalla fine degli anni settanta ai primi anni duemila, come elettricista e responsabile tecnico delle luci, accanto ai maggiori direttori della fotografia statunitensi, quali Haskell Wexler e Conrad Hall, prima di cimentarsi a sua volta come direttore della fotografia a cinquant'anni passati, grazie a Clint Eastwood, di cui era collaboratore abituale fin dal 1982 e per il quale ha curato la fotografia di ogni suo film a partire da Debito di sangue (Blood Work) del 2002.
Ha ottenuto una candidatura all'Oscar alla migliore fotografia per Changeling (2008).

## Filmografia

### Direttore della fotografia
- Debito di sangue (Blood Work), regia di Clint Eastwood (2002)
- Mystic River, regia di Clint Eastwood (2003)
- Bobby Jones - Genio del golf (Bobby Jones: Stroke of Genius), regia di Rowdy Herrington (2004)
- Million Dollar Baby, regia di Clint Eastwood (2004)
- The Exorcism of Emily Rose, regia di Scott Derrickson (2005)
- Romance & Cigarettes, regia di John Turturro (2005)
- The Last Kiss, regia di Tony Goldwyn (2006)
- Flags of Our Fathers, regia di Clint Eastwood (2006)
- Lettere da Iwo Jima (Letters from Iwo Jima), regia di Clint Eastwood (2006)
- Rails & Ties - Rotaie e legami (Rails & Ties), regia di Alison Eastwood (2007)
- Noi due sconosciuti (Things We Lost in the Fire), regia di Susanne Bier (2007)
- Changeling, regia di Clint Eastwood (2008)
- Paris 36 (Faubourg 36), regia di Christophe Barratier (2008)
- Gran Torino, regia di Clint Eastwood (2008)
- Tenderness, regia di John Polson (2008)
- Tsar, regia di Pavel Lungin (2009)
- Invictus - L'invincibile (Invictus), regia di Clint Eastwood (2009)
- Hereafter, regia di Clint Eastwood (2010)
- Notte bianca (Nuit blanche), regia di Frédéric Jardin (2011)
- J. Edgar, regia di Clint Eastwood (2011)
- Hunger Games (The Hunger Games), regia di Gary Ross (2012)
- Di nuovo in gioco (Trouble with the Curve), regia di Robert Lorenz (2012)
- Jersey Boys, regia di Clint Eastwood (2014)
- American Sniper, regia di Clint Eastwood (2014)
- Ombre dal passato (Broken Horses), regia di Vidhu Vinod Chopra (2015)
- Cessez-le-feu, regia di Emmanuel Courcol (2016)
- Sully, regia di Clint Eastwood (2016)
- Ore 15:17 - Attacco al treno (The 15:17 to Paris), regia di Clint Eastwood (2018)
- Shark - Il primo squalo (The Meg), regia di Jon Turteltaub (2018)
- L'uomo dei ghiacci - The Ice Road (The Ice Road), regia di Jonathan Hensleigh (2021)
- L'ultima vendetta (In the Land of Saints and Sinners), regia di Robert Lorenz (2023)

### Elettricista - Capo tecnico luci
- Honkytonk Man, regia di Clint Eastwood (1982)
- Coraggio... fatti ammazzare (Sudden Impact), regia di Clint Eastwood (1983)
- Il ribelle (All the Right Moves), regia di Michael Chapman (1983)
- Corda tesa (Tightrope), regia di Richard Tuggle (1984)
- Per piacere... non salvarmi più la vita (City Heat), regia di Richard Benjamin (1984)
- Il cavaliere pallido (Pale Rider), regia di Clint Eastwood (1985)
- I Goonies (The Goonies), regia di Richard Donner (1985)
- Due volte nella vita (Twice in a Lifetime), regia di Bud Yorkin (1985)
- Gunny (Heartbreak Ridge), regia di Clint Eastwood (1986)
- Balle spaziali (Spaceballs), regia di Mel Brooks (1987)
- Scommessa con la morte (The Dead Pool), regia di Buddy Van Horn (1988)
- La recluta (The Rookie), regia di Clint Eastwood (1990)
- Conflitto di classe (Class Action), regia di Michael Apted (1991)
- Gli spietati (Unforgiven), regia di Clint Eastwood (1992)
- Un mondo perfetto (A Perfect World), regia di Clint Eastwood (1993)
- French Kiss, regia di Lawrence Kasdan (1995)
- Pensieri pericolosi (Dangerous Minds), regia di John N. Smith (1995)
- Fino a prova contraria (True Crime), regia di Clint Eastwood (1999)
- American Beauty, regia di Sam Mendes (1999)
- Space Cowboys, regia di Clint Eastwood (2000)
- Era mio padre (Road to Perdition), regia di Sam Mendes (2002)